# Apocalipse Árabe de Pedro

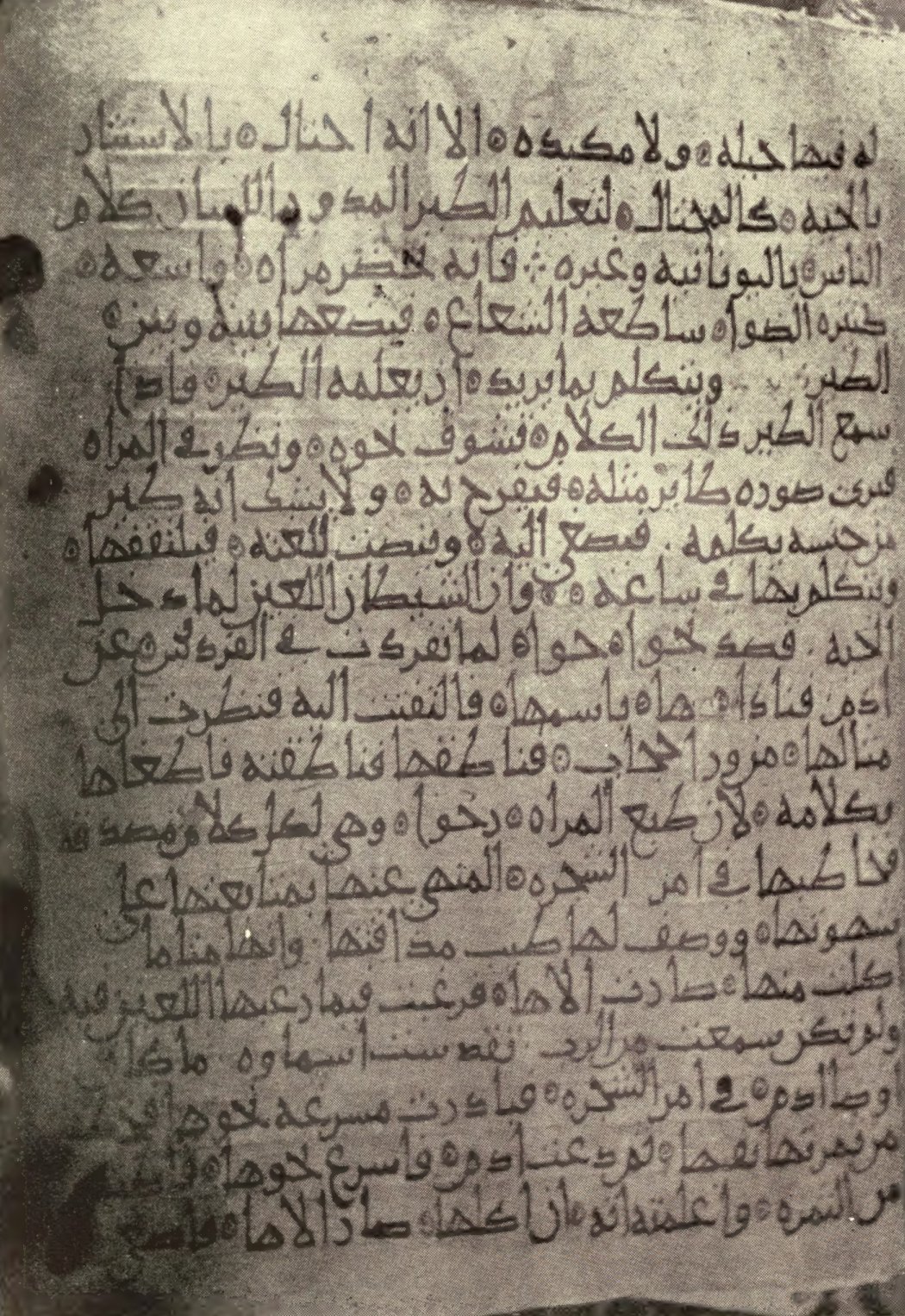
Uma página de um manuscrito do Apocalipse de Pedro em árabe

O Apocalipse de Pedro ou Visão de Pedro, também conhecido como Livro dos Rolos e outros títulos, é uma obra cristã árabe provavelmente escrita no século X; o final do século IX e o século XI também são considerados plausíveis. Cerca de 40 manuscritos foram preservados e encontrados. É pseudepigraficamente atribuído a Clemente de Roma, relatando uma visão experimentada pelo Apóstolo Pedro de Jesus ressuscitado; o autor real é desconhecido. A obra foi originalmente escrita em árabe; muitos manuscritos etíopes também existem, com a versão etíope reelaborada na obra Clemente junto com outras histórias da Literatura clementina.
Enquanto a história de enquadramento é semelhante à literatura clementina, a obra tem pouco em comum com a maior parte do trabalho clementino, e está mais próxima da literatura apocalíptica judaica e cristã. Interpretações de histórias bíblicas são dadas por Pedro, e versões de outras histórias populares na literatura siríaca são contadas, incluindo a Caverna dos Tesouros e o Testamento de Adão. A obra entra em detalhes sobre a angelologia cristã e oferece várias declarações sobre questões de doutrina e prática, como proibir estritamente a honra ao Sabbath judeu ou participar de práticas culturais associadas ao Islã. A última seção apresenta profecias de futuros governantes e reinos e descreve vagamente a história dos séculos II a X, ao mesmo tempo em que dá a garantia de que os governos não-cristãos previstos por Pedro governarão apenas por um período limitado e eventualmente cairão.

## Conteúdo e teologia

### Visão geral
O texto é um apocalipse revelando segredos do futuro, supostamente entregue por Jesus ao apóstolo Pedro, que então os transmitiu a Clemente de Roma. A comunidade cristã miafisita (concentrada na Síria, Palestina e Egito) havia sofrido perseguição por séculos; primeiro do Cristianismo calcedoniano, o ramo oficial do cristianismo no Império Romano Oriental (também conhecido como Império Bizantino), e mais tarde dos primeiros califados islâmicos que conquistaram a região no século VII. Embora o Apocalipse de Pedro seja uma coleção de seções díspares que cobrem vários tópicos, um assunto proeminente é uma tentativa de resolver a contradição sobre por que o Deus todo-poderoso aparentemente permitiu que governos opostos ao cristianismo (miafisita) governassem. A obra encoraja os leitores a perseverarem na fé cristã e que Deus ainda governa o mundo; o sucessivo governo por governos hostis e outros desastres foram um castigo pelos pecados dos cristãos, esse futuro foi todo previsto por Pedro, e tudo ainda faz parte do plano de Deus. Com a comunidade sob a ameaça de conversões ao Islã e deserções, ela encoraja os leitores cristãos que Deus finalmente os vindicará.
A obra parece ser escrita em três seções; é possível que o autor tenha incorporado histórias escritas durante diferentes períodos históricos anteriores e as combinado. A primeira parte introduz e enquadra a obra, e inclui uma extensa recontagem da Caverna dos Tesouros. A segunda parte é uma narração dos segredos do céu e dos tempos finais que virão. A terceira parte é um apocalipse político, discutindo profecias dos governos não-miafisitas e por que Deus permitiu que eles governassem. A obra inclui várias variações e expansões de histórias bíblicas. Margaret Dunlop Gibson traduziu a primeira seção com base em um manuscrito da península do Sinai e deu-lhe o título "Kitāb al-Magāll ou o Livro dos Rolos; um dos Livros de Clemente", enquanto a segunda e terceira seções foram originalmente traduzidas para o inglês por Alphonse Mingana, que preferiu o título Apocalipse Árabe de Pedro; como resultado, às vezes as seções são referidas pelos nomes sob os quais foram originalmente traduzidas por convenção.

### Narrativa
Na primeira seção, uma história de enquadramento é estabelecida. Clemente está disputando com judeus hostis e pede a Pedro insights para provar que a interpretação cristã da Torá e de outras escrituras judaicas está correta. Há uma expansão da história da criação do mundo, detalhando exatamente o que aconteceu nos seis dias, bem como detalhes sobre a natureza dos anjos. Expande a história da queda de Adão e Eva, dizendo que ela veio devido à inveja de Satanael pelo papel de Adão como rei e sumo sacerdote. Esclarece que a maldição imposta em Gênesis foi na verdade apenas imposta a Eva por ter sido seduzida por Satanael, não a Adão. Também inclui uma expansão da história síria do século VII, a Caverna dos Tesouros, que era popular entre os cristãos sírios, bem como o Testamento de Adão. Celebrar o Sabbath no sábado, como fazem os judeus, é estritamente proibido para os cristãos. Defende a doutrina da virgindade de Maria e entra em detalhes sobre a genealogia de Maria.
Na segunda seção, Clemente diz que sabe o suficiente para refutar os judeus, mas deseja conhecer os segredos celestiais que Jesus ressuscitado revelou a Pedro no Monte das Oliveiras. Pedro concorda em contar a Clemente e esclarece que esse conhecimento não foi compartilhado nem mesmo com Moisés. Faz parte de um gênero de revelação pós-ressurreição de segredos não encontrados na Bíblia, popular na região. A obra expõe vários pontos teológicos. Em uma versão medieval do problema do mal, aborda por que Deus criou o Diabo, Adão, Judas e assim por diante, se Deus sabia que eles se rebelariam. O texto enfatiza que Deus é todo-poderoso; Deus permitiu essas rebeliões como parte de seu plano, para servir de exemplo para outros que se revoltariam contra Deus. A queda de Adão está relacionada à escolha de sua natureza mortal (ou seja, uma versão inicial da explicação do "livre arbítrio" para o mal), em alguma contradição com a primeira seção que considerava Adão como sem culpa; sua natureza imortal, sua alma, ainda pode encontrar redenção mesmo que seu corpo mortal morra. A estrutura do Jardim do Éden, do Paraíso e do Reino dos Céus é descrita, sendo cada um maior que o anterior. Pedro faz breves visitas ao inferno, com punições descritas em termos físicos, e punições piores para pecados piores, como blasfêmia e aqueles que obrigam outros a adorá-los. A obra também enfatiza a natureza unificada de Deus e Jesus, de acordo com a teologia miafisita, e possivelmente como uma defesa contra as alegações islâmicas de que a Trindade cristã estava muito próxima do politeísmo. A seção conclui com visões apocalípticas sobre sinais dos tempos finais, influenciadas pelo Apocalipse de João (o Livro do Apocalipse) e pelo livro de 4 Esdras.
A terceira seção é em grande parte um "apocalipse político" apresentando profecias dos governantes árabes, embora sejam na verdade registros históricos (ou seja, vaticinium ex eventu, "profecia após o evento"). Os governantes do Califado Abássida e do Califado Omíada são detalhados por suas iniciais e alguns de seus feitos, embora as referências se tornem às vezes incorretas e distorcidas depois de um tempo, possivelmente sugerindo que uma velha "profecia" que era atual em seu tempo de escrita foi parcialmente atualizada mais tarde. Essas profecias também ajudam a datar a obra para o final do século IX ou início do século X, com base em quando as profecias se voltam para um futuro desconhecido. As profecias não descrevem explicitamente uma queda do califado após uma tremenda batalha ou ato divino, mas aludem a vários sinais que indicam quando o Reino de Deus será estabelecido. Embora o tempo de libertação seja deixado em aberto, o autor pinta vários cenários que sugerem que o governo do califado não é permanente e já está desmoronando, chamando a atenção para conflitos internos e disputas de sucessão como prova de que seus governantes careciam de apoio divino para sua soberania.

### Sobre o Islã
Obras miafisitas anteriores dos séculos VII e VIII em grande parte minimizavam o Islã como uma ameaça religiosa; o califado era retratado simplesmente como bárbaros e instrumentos de Deus para testar o cristianismo, sob a suposição de que seu reinado seria curto. Escrito depois que séculos se passaram sob o domínio muçulmano, o Apocalipse de Pedro foi uma das obras cristãs árabes posteriores a tratar o Islã de forma um pouco mais séria, como uma ameaça religiosa merecedora de uma resposta apologética. Ainda assim, herdou algumas de suas posições dessas obras anteriores, mesmo quando não mais correspondiam à situação "no terreno". Muçulmanos e o Islã não são referenciados diretamente pelo nome, mas parecem ser discutidos em termos codificados, talvez como uma medida de verossimilhança, já que o Clemente histórico não teria conhecimento sobre o Islã. A obra condena o Islã como uma religião falsa da qual os cristãos devem se separar. Um exemplo de passagem mostrando que os problemas da comunidade árabe cristã haviam sido previstos por Deus: 
E meu Senhor disse: 'Ó Pedro, quão numerosos serão os problemas que afligirão meus seguidores pelas mãos de meus inimigos, os filhos do joio, que são habitantes do Sul e os seguidores do Apóstolo do Arconte! De fato, eles sofrerão inúmeros tormentos deles, mas bem-aventurados são aqueles que suportarão dificuldades por minha causa...
A referência às pessoas do Sul (ahl al-tayman) parece ser aos árabes da Península Arábica, e o "Apóstolo do Arconte" a Maomé; a obra referiu-se a Satanael em outro lugar como o "Arconte", e é uma inversão de um dos títulos de Maomé no Islã como "Apóstolo de Deus". A obra também condena aqueles que estão "ordenando o mal e proibindo o bem", uma aparente inversão da injunção corânica para "ordenar o bem e proibir o mal." A obra adverte que apenas aqueles que não acreditam no "tratado do filho do lobo" serão admitidos no céu, possivelmente uma referência indireta ao Alcorão. Talvez mais incisivamente, a obra parece comparar o Anticristo a Maomé; escreve que o Anticristo fingirá "ordenar o bem e proibir o mal" e que os muçulmanos estarão entre os primeiros a segui-lo. Outros rótulos polêmicos aplicados a uma figura que presumivelmente é Maomé incluem "destruidor de si mesmo e de seus seguidores, discípulo do Filho da Perdição, mulherengo, mentiroso, subornador."
A obra também adverte contra práticas culturais associadas ao Islã, como adotar nomes não associados ao cristianismo ou casar-se com muçulmanos. Reserva uma de suas condenações mais fortes para mulheres cristãs que usam hena para tingir suas mãos. Diz que a árvore de hena é especialmente amaldiçoada por Deus, e que seria melhor se as mulheres que usam hena nem mesmo tivessem nascido; seu destino horrível será o mesmo dos judeus que crucificaram Jesus. (O autor está incorreto ao ver isso como uma prática islâmica; tingir as mãos com hena remonta à Idade do Bronze na região, muito antes do cristianismo e do Islã.)

## Autoria e data de composição
O texto foi originalmente escrito em língua árabe; é uma das primeiras obras religiosas cristãs originalmente escritas em árabe, em vez de traduzidas para o árabe de outro idioma. Foi popular tanto na Síria quanto no Egito, e não está totalmente claro de qual deles se originou; os manuscritos egípcios sobreviventes são frequentemente mais antigos, mas essas obras egípcias integraram duas histórias siríacas e incluem várias palavras emprestadas do siríaco e expressões idiomáticas sírias. Contra a teoria de uma origem síria, alguns estudiosos sugerem origens egípcias coptas devido a referências a certos costumes da igreja que parecem se encaixar melhor com a Igreja Copta.
Embora seções da obra sejam claramente adaptadas de manuscritos anteriores, como a Caverna dos Tesouros, a data da composição final do Apocalipse de Pedro completo é provisória e pouco clara. August Dillmann estimou que a obra possa datar do século VIII, em 1858; estudos posteriores recuaram as estimativas da data para o final do século IX, X ou XI. A obra provavelmente cresceu ao longo do tempo, com revisões e adições através de diferentes eras nos manuscritos finais.

## Obras relacionadas
A obra faz parte do gênero de literatura apocalíptica. Como muitos outros apocalipses, a obra é pseudepigrafia, atribuindo a autoridade de seu diálogo revelatório a Clemente e Pedro. Apocalipses coptas e árabes semelhantes incluem o Apocalipse de Pseudo-Atanásio e o Apocalipse de Samuel de Qalamun, que podem ter influenciado a obra em certo grau. O livro cita Mateus 24 (o "Pequeno Apocalipse") e o Livro do Apocalipse particularmente com frequência para suas referências bíblicas favoritas. O gênero de um diálogo revelando novos ensinamentos, geralmente com um Jesus ressuscitado, às vezes é chamado de "evangelho de diálogo" ou erotapokriseis. Embora a premissa de Pedro revelando segredos contados a ele por Jesus seja a mesma do Apocalipse de Pedro grego do século II, que uma vez alcançou status quase canônico na Igreja cristã primitiva, o Apocalipse de Pedro árabe compartilha pouca sobreposição com a obra. Alguns estudiosos ainda sugerem que pode haver laços mais estreitos com o Apocalipse de Pedro etíope descoberto uma vez que os manuscritos sejam confrontados e rastreados melhor; por exemplo, Paolo La Spisa vê as punições ameaçadas no Inferno para aqueles que se convertem ao Islã como semelhantes à punição para blasfemadores e negadores da justiça no texto etíope.
Embora a história de enquadramento seja semelhante à literatura pseudo-clementina, o Apocalipse Árabe não é realmente tão próximo da maioria do trabalho clementino. Há uma seção no final que cobre as aventuras de Pedro e Clemente em Roma, talvez adaptada de uma biografia síria de Clemente.Uma obra posterior que parece citar o Apocalipse Árabe de Pedro é o escrito por Fazlallah Astarabadi, o fundador do Hurufismo, uma seita do Sufismo. Um dos capítulos assume a forma de um diálogo entre um cristão e um muçulmano sufi, e cita o Apocalipse Árabe de Pedro e suas obras relacionadas (como a Caverna dos Tesouros) inúmeras vezes, embora a serviço de argumentar que a forma verdadeira e final do cristianismo está no Islã.

## O Apocalipse e a Quinta Cruzada
No presente ano (1219), os sírios que estavam conosco no exército nos mostraram um livro muito antigo de seu baú de biblioteca escrito na língua sarracena. Sua inscrição (título) diz: "As Revelações do Bem-aventurado Apóstolo Pedro, publicadas em um volume por seu discípulo Clemente." Quem quer que tenha sido o autor deste livro, ele profetizou aberta e claramente sobre a condição da Igreja de Deus desde o início até o tempo do Anticristo e o fim do mundo.— Jacques de Vitry
Como parte da Quinta Cruzada, os cruzados europeus atacaram a cidade portuária egípcia de Damieta, então parte do Sultanato Aiúbida. O Cerco de Damieta durou de 1218 a 1219, e a cidade foi ocupada até 1221. Três dos cruzados envolvidos enviaram cartas e escritos descrevendo uma obra que presumivelmente era o Apocalipse Árabe de Pedro: uma obra em árabe atribuída a Clemente, já antiga, que continha profecias da eventual queda do Islã. Jacques de Vitry, o bispo de Acre, escreveu ao Papa Honório III em 1219 sobre a obra, assim como o legado papal Pelágio Galvani; e Oliver de Paderborn a descreveu em seu livro Historia Damiatina. Estes são alguns escritos raros sobreviventes que reconhecem o Apocalipse da era medieval.
Benjamin Weber sugere que o contato dos cruzados com o livro não foi um acidente fortuito, mas sim um ato intencional da população cristã local do Egito. Em 1219, o Sultão ofereceu aos cruzados termos generosos de paz pelos quais eles poderiam manter Jerusalém em troca de deixar o resto do Egito em paz. A população cristã egípcia, esperançosa de libertação do Califado prometida no Apocalipse, teria querido encorajar os cruzados a continuar a guerra; fornecer uma profecia antiga prevendo a derrota do Islã encorajaria os cruzados a continuar, garantidos de sua vitória final. Os cruzados finalmente não aceitaram o tratado oferecido, embora seja difícil dizer o quanto essa decisão se deveu ao compartilhamento das escrituras pelos cristãos locais. Uma versão não datada do semelhante Apocalipse de Pseudo-Atanásio mudou uma referência ao "Rei de Roma" (ou seja, o Bizantinos) para "Rei dos Francos", sugerindo que os cristãos egípcios estavam dispostos a atualizar suas previsões da derrota do Islã para incluir esses recém-chegados.

## Histórico de manuscritos posteriores
Não foi até o século 19 e início do século 20 que o trabalho foi redescoberto fora do Oriente Médio. Margaret Dunlop Gibson publicou uma transcrição do árabe junto com uma tradução para o inglês da primeira seção do Apocalipse com base em um manuscrito do Mosteiro de Santa Catarina na Península do Sinai em 1901.  A partir da década de 1910, Sylvain Grébaut publicou uma série de traduções francesas de Qalēmenṭos com base em um manuscrito etíope da coleção de Antoine d'Abbadie, embora sem incluir o texto etíope.  Em 1930 e 1931, Alphonse Mingana publicou um manuscrito karshuni (árabe escrito com o alfabeto siríaco) e tradução para o inglês na série Woodbrooke Studies. Na época, ele lamentou não ter conseguido comparar seu manuscrito com a tradução publicada por Grébaut. Alessandro Bausi publicou em 1992 uma versão completa traduzida do Qalēmenṭos etíope para o italiano.
Georg Graf compilou uma lista de manuscritos conhecidos em 1944, e Paolo La Spisa atualizou a lista em 2014. Existem pelo menos 42 manuscritos sobreviventes da obra: 23 manuscritos completos vagamente organizados em três recensões, bem como 19 manuscritos de epítomes e seções fragmentárias.
O estudo do trabalho permanece incompleto. A maioria dos manuscritos não foi compilada ou traduzida em uma edição acadêmica.